# 藤沢志月
藤沢 志月（ふじさわ しづき、9月23日 - ）は、日本の漫画家。広島県広島市出身。

## 略歴
- 2005年 - 『シュガー☆シュガー』（『デラックスBetsucomi』2005年春の超!特大号）でデビュー[1]。
- 2021年 - 『柚木さんちの四兄弟。』が第66回小学館漫画賞少女向け部門を受賞した[1][3]。
- 2022年 - 『柚木さんちの四兄弟。』が9月現在累計80万部を突破した[4]。

## 作品リスト
特記する物以外全て小学館、フラワーコミックスから刊行されている。
- 天然系★王子（2006年、全1巻）
  1. 2006年4月26日発売、ISBN 4-09-130418-4
    - だから僕らは夢をみる
- 恋々カントリーロード（2006年、全1巻）
  1. 2006年10月26日発売、ISBN 4-09-130689-6
- ハーレム☆ロッジ（2007年、全2巻）
  1. 2007年5月25日発売、ISBN 978-4-09-131053-8
  2. 2007年10月26日発売、ISBN 978-4-09-131305-8
- ラブファイター!（2008年、全2巻）
  1. 2008年4月25日発売[5]、ISBN 978-4-09-131625-7
  2. 2008年8月26日発売[6]、ISBN 978-4-09-132008-7
- キミのとなりで青春中。（2008年 - 2011年、全8巻）
- 制服で、恋。（2011年11月25日発売[7]、ISBN 978-4-09-134126-6）
  - 少女時間
  - 高校逆デビュー
  - シュガー☆シュガー
  - ピーターパンハニー
  - ハーレム☆ロッジ番外編
- 僕と君とで虹になる（『ベツコミ』2011年11月号[8] - 2013年11月号[9]、全5巻）
  1. 2012年3月26日発売[10]、ISBN 978-4-09-134318-5
  2. 2012年7月26日発売[11]、ISBN 978-4-09-134586-8
  3. 2013年1月25日発売[12]、ISBN 978-4-09-135084-8
  4. 2013年7月26日発売[13]、ISBN 978-4-09-135455-6
  5. 2013年12月26日発売[14]、ISBN 978-4-09-135663-5
- ハツ*ハル（2014年 - 2018年、全13巻）
- 彼女はまだ恋を知らない（『デラックスベツコミ』2013年12月号 - 2017年10月号、全5巻）
  1. 2014年7月25日発売[15]、ISBN 978-4-09-136308-4
  2. 2015年4月24日発売[16]、ISBN 978-4-09-137124-9
  3. 2016年4月26日発売[17]、ISBN 978-4-09-138368-6
  4. 2017年7月26日発売[18]、ISBN 978-4-09-139464-4
  5. 2017年12月26日発売[19]、ISBN 978-4-09-139730-0
- 柚木さんちの四兄弟。[20]（2018年[21] - 連載中、既刊20巻）
- 超絶片思いハイスペック吉田[22]（講談社、『Palcy』2020年12月23日配信[23] - 連載中、KCデラックス、既刊4巻）
  1. 2021年7月13日発売[24][25]、『Palcy』2020年12月23日配信分[23] - 2021年3月17日配信分、ISBN 978-4-06-524054-0
  2. 2022年2月10日発売[26]、『Palcy』2021年3月10日配信分 - 10月27日配信分、ISBN 978-4-06-526780-6
  3. 2023年3月13日発売[27]、『Palcy』2021年11月24日配信分 - 2023年2月15日配信分、ISBN 978-4-06-531027-4
  4. 2024年9月12日発売[28]、『Palcy』2023年3月1日 - 2024年9月11日配信分、ISBN 978-4-06-536864-0